# 高毛蕨
高毛蕨（学名：Cyclosorus procerus）也称独龙江毛蕨，为金星蕨科毛蕨属下的一个种。